# Frea flavicollis
Frea flavicollis är en skalbaggsart som först beskrevs av Aurivillius 1915.  Frea flavicollis ingår i släktet Frea och familjen långhorningar.
Artens utbredningsområde är Ghana. Inga underarter finns listade i Catalogue of Life.